# Zukin (Helm)
Der Zukin ist ein Helm aus Japan.

## Beschreibung
Der Zukin ist ein leichter Helm oder eine gepanzerte Kappe aus Japan. Es gibt verschiedene Varianten, die nach der Art ihrer Panzerung benannt sind. Der Kusari-Zukin hat eine Panzerung aus Kettenrüstung, der Karuta-Zukin hat eine Panzerung aus Platten und der Tatami-Karuta-Zukin eine Mischung aus Ketten- und Plattenpanzer, die faltbar ist. Er besteht aus einer Stoffkappe, die es in verschiedenen Längen gibt. Manche Versionen reichen bis kurz über die Ohren, andere bis über die Schultern. Diese Helme wurden benutzt, um unter anderer Kleidung oder auch unter der schweren Rüstung (Yoroi) getragen zu werden. Das Kettengewebe aber auch die Plattenpanzerung ist im Gegensatz zu normaler Rüstung dieser Arten sehr fein und filigran gearbeitet. Die Befestigung am Kopf geschieht mit der Hilfe eines Bandes unter dem Kinn.

## Galerie

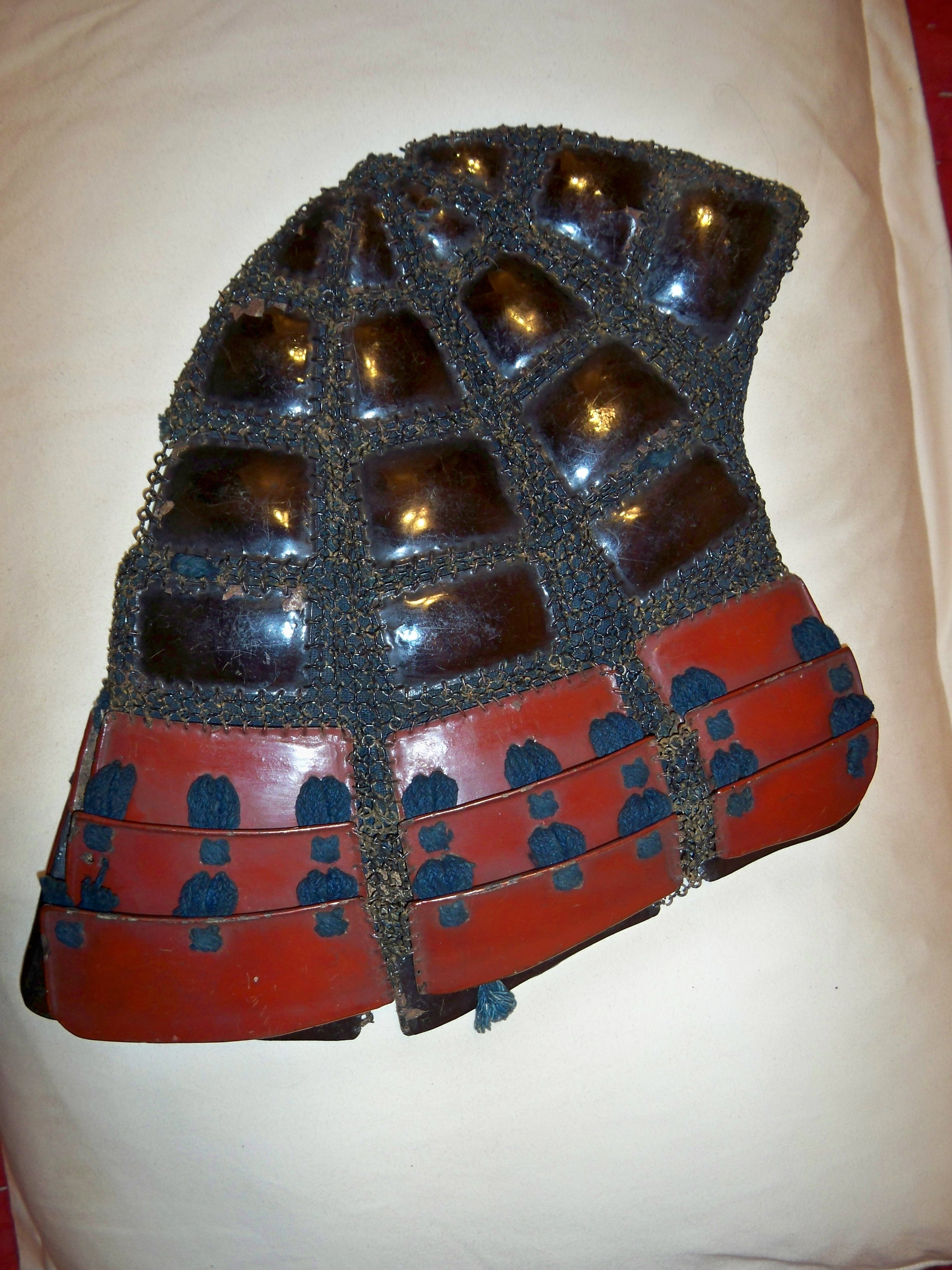
Tatami-Karuta-Zukin
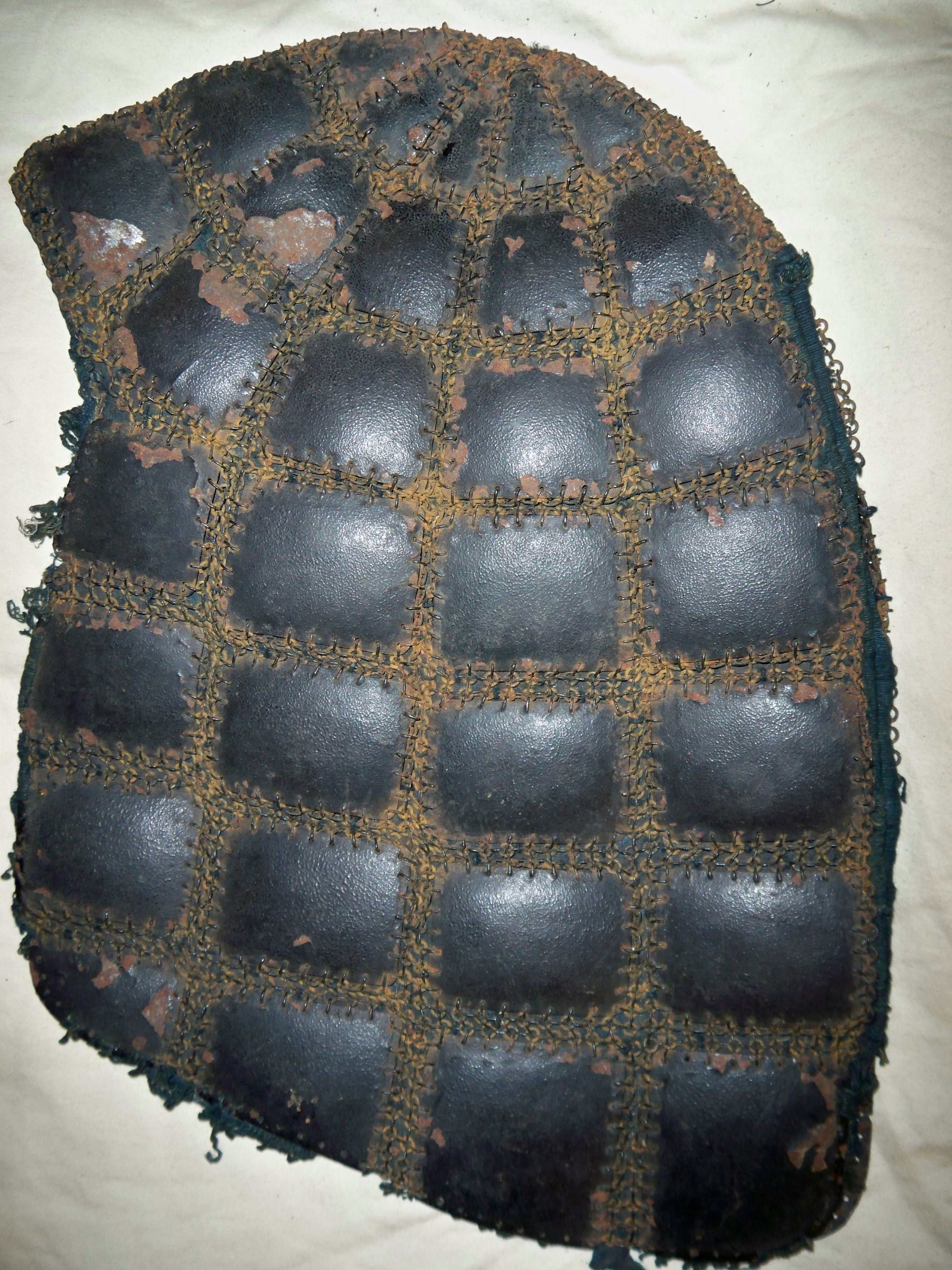
Karuta-Zukin
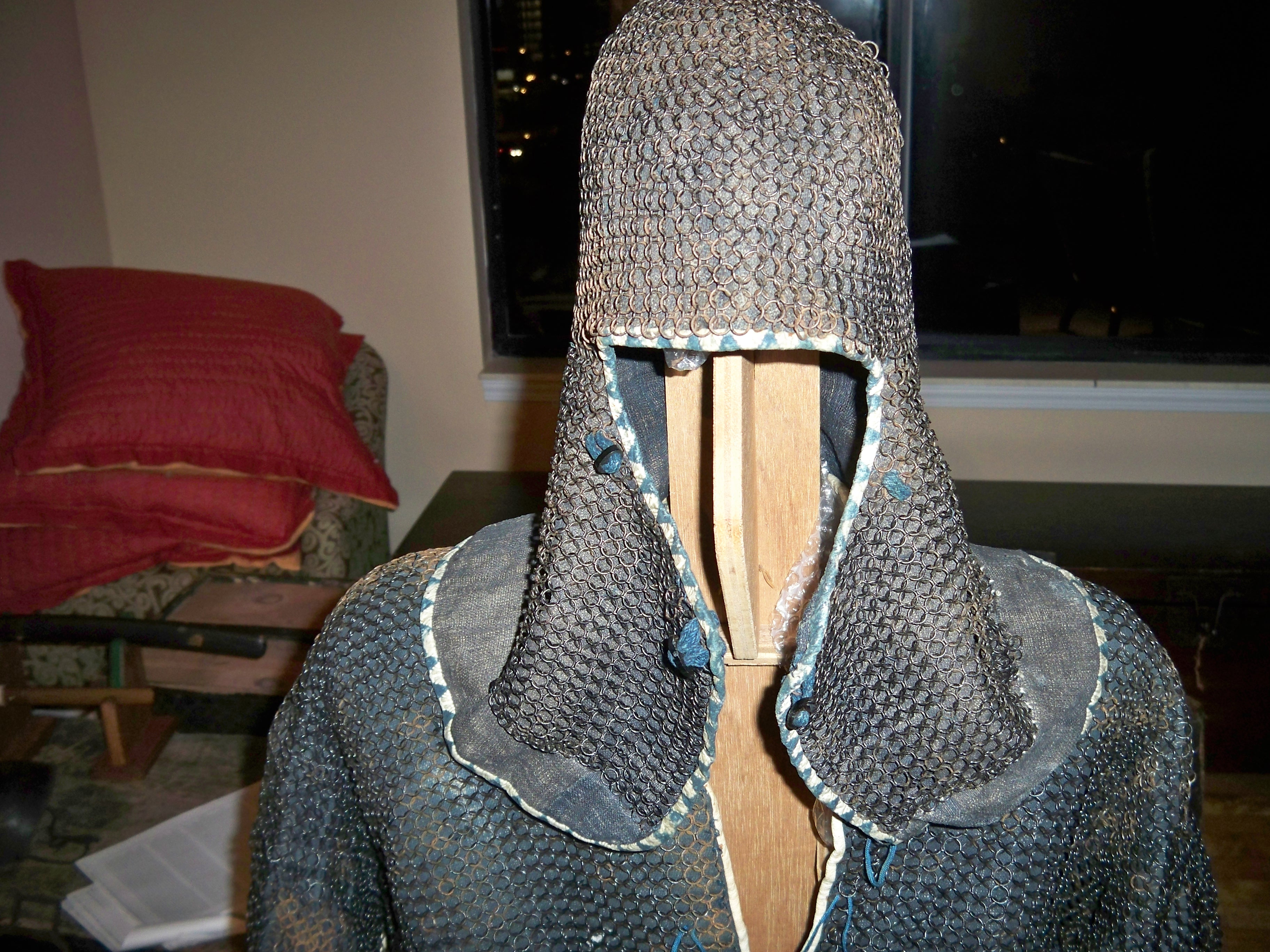
Kusari-Zukin lang